# 스페이스 웨스턴

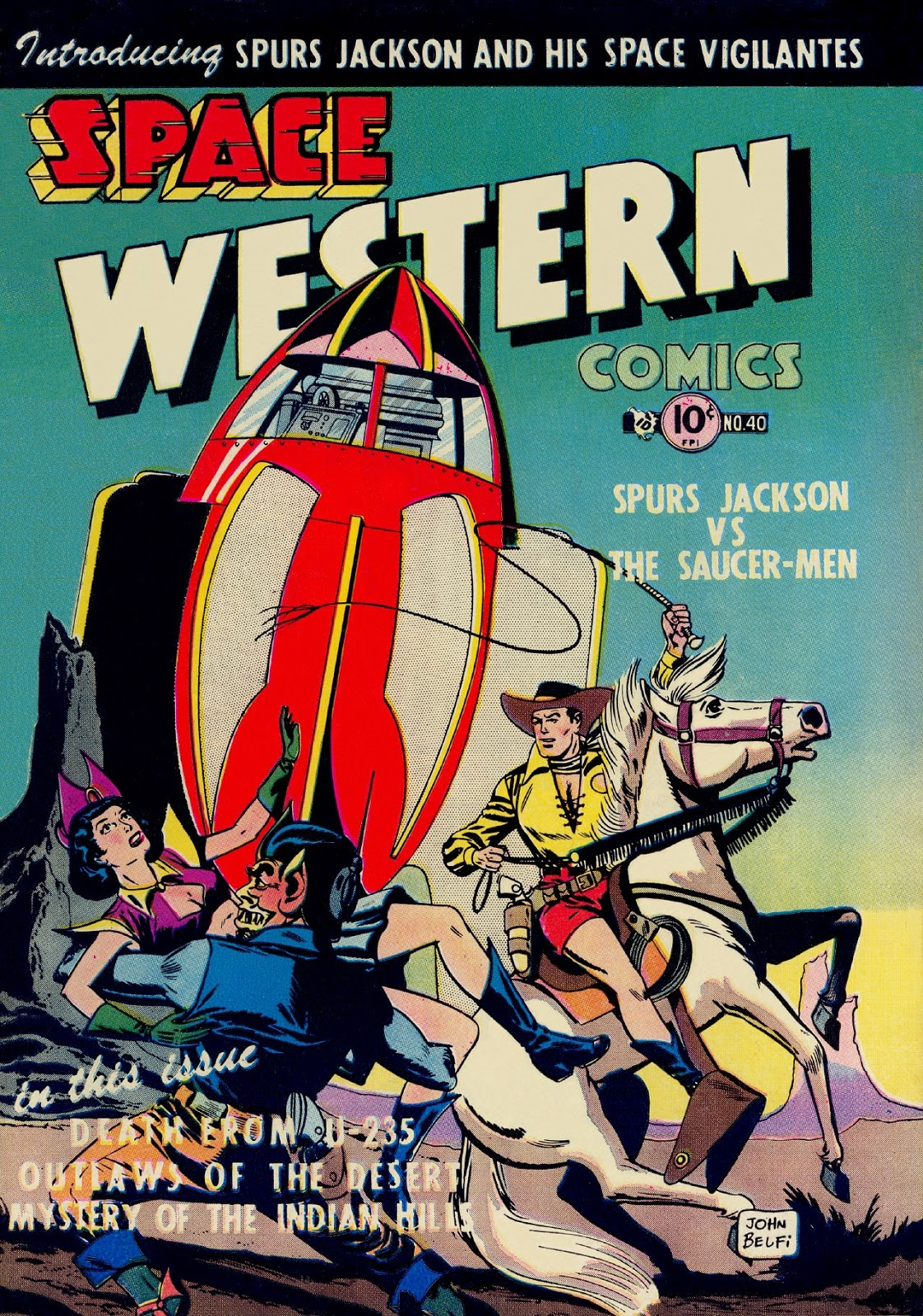

스페이스 웨스턴(Space Western)은 우주를 배경으로 서부극의 테마와 두 가지 요소를 가미한 SF급 서브 장르물이다. 스페이스 오페라와 서부극이 결합된 장르라고 할 수 있다.